# Hệ tầng Drzewica
 Hệ tầng Drzewica là một hệ tầng địa chất ở Szydłowiec, Ba Lan. Đó là tầng Pliensbach muộn. Hóa thạch động vật có xương sống đã được phát hiện từ sự hình thành này.  Các thiết lập địa tầng của các dấu vết khủng long tìm được cho thấy một rào cản bờ biển / sông. Hóa thạch cơ thể được phát hiện bao gồm thân mềm hai mảnh vỏ, phiến học, thân hóa thạch, rễ. Thân cây gỗ lá kim, đặc biệt là cây Cheirolepidiaceae và Taxipseeae (với khả năng là những thành viên Sequoioideae khổng lồ) cho thấy sự xuất hiện của những khu rừng lá kim rộng lớn quanh khu vực này. Sự liên kết của những khu rừng khổng lồ và loài khủng long megahauna trên Pliensbachian cũng cho thấy một hệ sinh thái lạnh hơn và đặc biệt ẩm ướt. Như nhiều nghiên cứu về sự hình thành chia sẻ, Drzewica cho thấy một phần là một cái thùng khổng lồ, đặt tại thời điểm mà lưu vực biển Ba Lan đang ở điểm thấp nhất. Các đơn vị liên quan khác là Fjerritslev hoặc Gassum Formation (lưu vực Đan Mạch), hệ tầng Bagå thấp hơn (Bornholm), hệ tầng Neringa trên (Litva). Các đơn vị không chính thức bị bỏ qua ở Ba Lan: lớp Sawêcin trên, loạt Wieluñ, loạt Bronów..